# Witvlei
Witvlei – miejscowość w regionie Omaheke w Namibii, położona około 150 km na wschód od Windhuk przy drodze krajowej B6.

## Historia

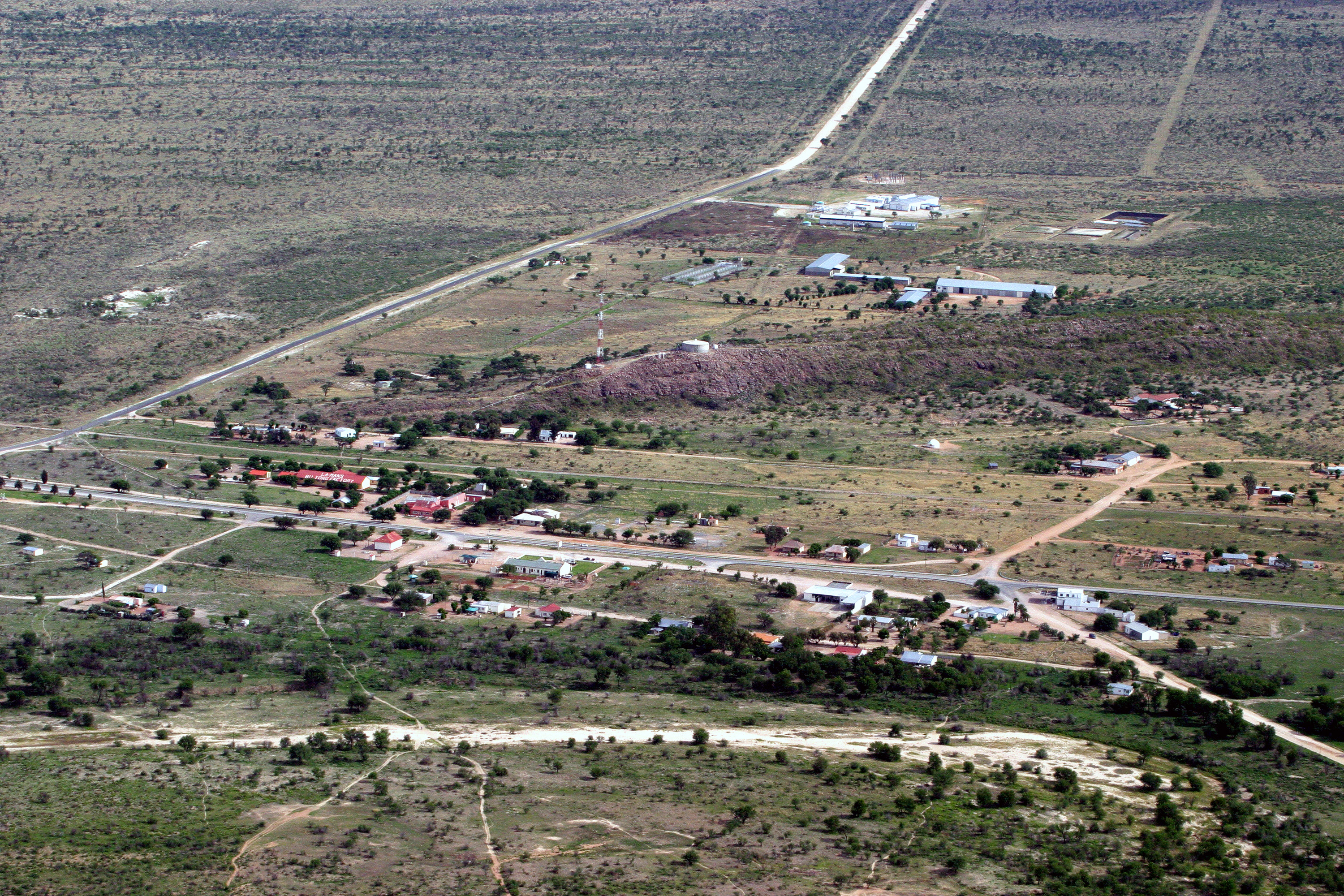
Witvlei - widok w kierunku północnym wzdłuż drogi krajowej B6

Oryginalna nazwa Witvlei w języku nama brzmi ǃUri ǃKhubus co oznacza "białą patelnię", patelnią nazywane jest małe jeziorko, które wypełnia się wodą jedynie w porze deszczowej. Miejscowość była miejscem Bitwy o Witvlei podczas I wojny Herero z Nama w marcu 1864 roku. Maharero z pomocą myśliwego Fredericka Greena (znany wśród Ovaherero jako Kerina) poprowadził kontyngent około 1400 Ovaherero z Otjimbingwe przeciwko Afrykanerom Oorlam pod dowództwem Jana Jonkera Afrikanera. Siły Afrykanerów zostały pokonane w rezultacie czego uciekły.

## Ludność
Większość mieszkańców Witvlei stanowi ludność z plemienia Damara, ale również Owambo, Herero, ludność z regionu Okawango i wielu innych mieszkańców o mieszanym pochodzeniu etnicznym.

## Gospodarka
Duża ubojnia produkuje obecnie mięso dla Norwegii oraz ma zaopatrywać w przyszłości sieć restauracji Maredo w Niemczech i Austrii. W Witvlei znajdowała się siedziba firmy Uri-Automobile, gdzie był produkowany jedyny jak dotąd namibijski samochód Uri. Produkcja i sprzedaż auta w Namibii ustała w 2006 roku. Ponadto w miejscowości znajdują się stacja kolejowa leżąca przy linii kolejowej Windhuk – Gobabis, hotel, stacja benzynowa, posterunek policji, poczta, kościół oraz supermarket.